# Roberto Quiroz
Roberto Quiroz Gómez, né le 23 février 1992 à Guayaquil, est un joueur de tennis équatorien, professionnel depuis 2014.
Il est le neveu d'Andrés Gómez, ancien vainqueur des Internationaux de France et le cousin des joueurs de tennis Emilio Gómez, Nicolás et Giovanni Lapentti.

## Carrière
Chez les juniors, Roberto Quiroz atteint le 7e rang mondial fin 2010 grâce à ses multiples succès en double avec le Péruvien Duilio Beretta. La paire remporte en effet Roland-Garros, l'US Open, le Trofeo Bonfiglio à Milan et le Banana Bowl à Blumenau. Ses meilleurs résultats en simple sont une finale aux Grade 1 de Caracas et d'Offenbach-sur-le-Main.
Roberto Quiroz est diplômé en sciences économiques et sociales de l'université de Caroline du Sud qu'il fréquente entre 2011 et 2015. Il remporte le championnat NCAA par équipe en 2012 et 2014.
Son palmarès sur le circuit Futures compte cinq titres en simple et seize en double. Dans les tournois Challenger, il s'est imposé à cinq reprises en double.
Il atteint sa première finale en simple à León en 2017. L'année suivante, il est finaliste à Mexico et demi-finaliste à León, Recanati et Columbus. Sur le circuit ATP, il est huitième de finaliste à Quito en 2018 et quart de finaliste à Delray Beach en 2021, devenant le premier équatorien à atteindre ce stade de compétition depuis Nicolás Lapentti en 2008.
Il fait partie des principaux membres de l'équipe d'Équateur de Coupe Davis depuis 2011 aux côtés d'Emilio Gómez et Gonzalo Escobar. Il participe à la phase finale en 2021 où il perd ses deux matchs contre Feliciano López et Andrey Rublev.

## Parcours dans les tournois duGrand Chelem

### En simple
N'a jamais participé à un tableau final.